# Ritratto di Brigida Spinola Doria
Il Ritratto di Brigida Spinola Doria è un dipinto a olio su tela (152,5x98,7 cm) realizzato nel 1606 dal pittore Peter Paul Rubens.
È conservato nella National Gallery di Washington.
Il quadro commissionato dal marchese genovese Giacomo Massimiliano Doria ne raffigura la moglie Brigida Spinola Doria. Il dipinto è stato più volte tagliato su ogni lato perdendo la raffigurazione del giardino sullo sfondo e la parte inferiore della donna.